# 아이딘 흐루스티치
아이딘 흐루스티치(보스니아어: Ajdin Hrustic, 1996년 7월 5일 ~ )는 오스트레일리아의 축구 선수이다. 포지션은 공격형 미드필더이며, 현재 네덜란드 에레디비시의 헤라클레스 알멜로에서 뛰고 있다.